# 聖安娜-杜聖弗朗西斯科
10°17′27″S 36°36′28″W / 10.29083°S 36.60778°W

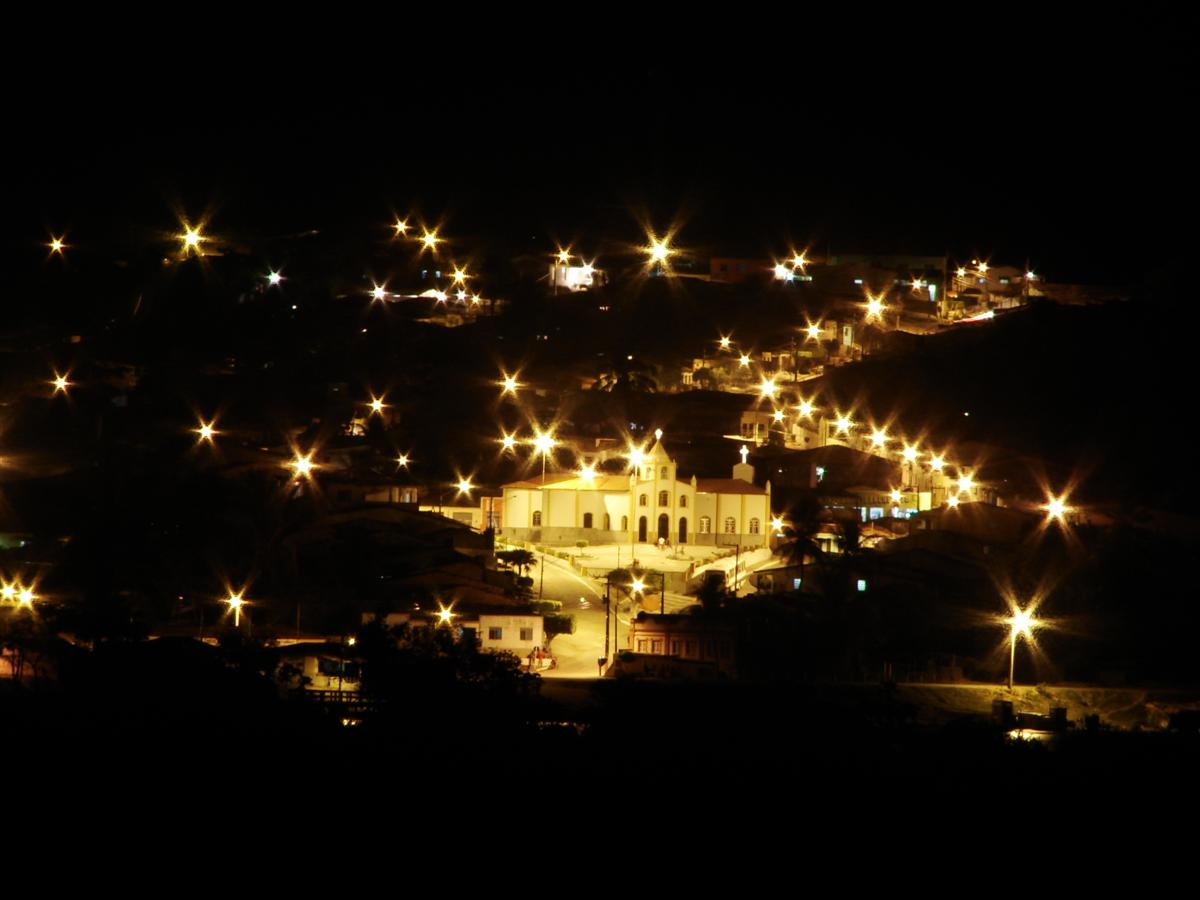
夜景

聖安娜-杜聖弗朗西斯科（葡萄牙語：Santana do São Francisco），是巴西的城鎮，位於該國東北部，由塞爾希培州負責管轄，始建於1993年，面積46平方公里，2010年人口7,038，人口密度每平方公里151.88人。